# Agell (Cabrera de Mar)
Agell és un veïnat al municipi de Cabrera de Mar (Maresme), a l'esquerra de la riera d'Agell. Les seves cases, en part d'estiueig, s'agrupen en dos caserius: Agell de Dalt, al voltant de l'església de Santa Helena, d'estil gòtic del segle xvi, i Agell de Baix, al costat de la carretera de Vilassar de Mar.